# فرناندو هورتادو
فرناندو هورتادو (بالإسبانية: Fernando Hurtado)‏ هو لاعب كرة قدم تشيلي، ولد في 5 أبريل 1983 في سانتياغو في تشيلي. شارك مع منتخب تشيلي لكرة القدم. أما مع النوادي، فقد لعب مع ديبورتيس أنتوفاغاستا.

## مسيرته الكروية
لعب فرناندو هورتادو خلال مسيرته الاحترافية مع 3 أندية في ثلاثة عشر موسمًا ولم يسجل خلالها أي هدف ضمن 150 مباراة. ولم يفز بأي موسم بالكأس وفاز في موسمين بالدوري.
خاض فرناندو هورتادو مسيرته مع نادي كوبريلوا في موسم 2002 ليلعب معه تسعة مواسم، مشاركًا في 135 مباراة ولم يسجل أي هدف. ثم انتقل إلى اتحاد سان فيليبي ‏ ما بين عامي 2011 و2012 لمدة موسم واحد، حيث لم يشارك في أي مباراة ولم يسجل أي هدف أيضًا. لينتقل بعدها إلى ديبورتيس أنتوفاغاستا في موسم 2012 واستمر معه طيلة ثلاثة مواسم، مشاركًا في 15 مباراة ولم يسجل أي هدف أيضًا.

## وصلات خارجية
- فرناندو هورتادو على موقع قاعدة بيانات كرة القدم.إي يو (الإنجليزية)
- فرناندو هورتادو على موقع ناشيونال فوتبول تيمز (الإنجليزية)
- فرناندو هورتادو على موقع Soccerway.com (الإنجليزية)
- فرناندو هورتادو على موقع AS.com (الإسبانية)